# Югачи
Югачи — посёлок при станции в Аскизском районе Республики Хакасии Российской Федерации. Входит в состав Бирикчульского сельсовета. Железнодорожная станция Югачи Красноярской железной дороги.

## География
Расположен при реке Аскиз, между автодорогой 95Н-202 и железной дорогой Южно-Сибирской магистрали, в 48 км от райцентра — села Аскиз. Расстояние до ближайшего аала Улуг-Кичиг — З км.

## История
Образование посёлка (1951) связано со строительством железной дороги Абакан — Новокузнецк.

## Население
| 2002 | 2010 |
| ---- | ---- |
| 310  | ↘259 |

### Национальный состав
Население — 327 чел. (01.01.2004), в том числе хакасы (67 %), русские.

## Инфраструктура
Личное подсобное хозяйство с зоной сельскохозяйственного использования, индивидуальная застройка усадебного типа. Число хозяйств — 95 (2004).
Основа экономики — обслуживание путевого хозяйства. В посёлке работает средняя общеобразовательная школа, Югачинский ФАП.

## Транспорт
Развит автомобильный и железнодорожный транспорт.
Остановка общественного транспорта «Югачи».
Станция Югачи.